# Бабурин, Евгений Эдуардович
Евге́ний Эдуа́рдович Бабу́рин (род. 4 июля 1987, Горький) — российский баскетболист, играющий на позиции атакующего защитника.

## Карьера
Бабурин воспитанник нижегородского баскетбола. С 13 лет привлекался в юношескую команду Нижнего Новгорода на первенстве страны, а в 16 лет начал профессиональную карьеру в команде НБА, которая выступала в Высшей лиге чемпионата России.
В 2008 году главный тренер «Темп-СУМЗ» Борис Ливанов привёл Бабурина к себе в команду. Спустя 2 года Ливанов снова пригласил Бабурина в свой клуб, на этот раз в «Спартак-Приморье».
В июне 2012 года Бабурин перешёл в «Нижний Новгород».
В сезоне 2015/2016 в 29 играх Единой лиги ВТБ Бабурин в среднем набирал 7,6 очка, 2,2 подбора, 1,9 передач. В 17 играх Еврокубка его статистика составила 9,6 очков, 2,6 подборов и 1,7 передач.
В июне 2016 года Бабурин подписал 3-летний контракт с «Локомотивом-Кубань». В составе команды Евгений провёл 2 сезона и помог ей добраться до финала Еврокубка и выиграть Кубок России. В августе 2018 года краснодарский клуб и Бабурин договорились о прекращении контракта.
В сентябре 2018 года Бабурин вернулся в «Нижний Новгород». В Лиге чемпионов ФИБА принял участие в 18 матчах и набирал 7,7 очка, 1,8 подбора, 1,2 передачи и 0,9 перехвата. В Единой лиге ВТБ отыграл 29 встреч с показателями в 8,9 очка, 2,7 подбора, 2 передачи и 1,4 перехвата.
В июне 2019 года подписал новый 3-летний контракт с «Нижним Новгородом».
1 февраля 2021 года стал известен состав команд на «Матч всех звёзд» Единой лиги ВТБ. По итогам голосования болельщиков и анкетирования СМИ, в котором приняли участие 23 издания, Бабурин попал в состав команды «Звёзды России». В этой игре Евгений провёл на площадке 14 минут 35 секунды и отметился 3 очками, 5 передачами и 1 подбором.
19 февраля 2023 года Бабурин во второй раз принял участие в «Матче всех звёзд» Единой лиги ВТБ. В составе команды Old School Евгений провёл на площадке 19 минут 31 секунду и набрал 5 очков, 8 передач, 5 подборов и 1 перехват.
В сезоне 2022/2023 Бабурин стал победителем Кубка России. В Единой лиге ВТБ Евгений был признан «Лучшим по игре в защите». В регулярном сезоне Бабурин провёл 32 матча, в которых в среднем набирал 8,3 очка, 2,3 подбора и 2,2 передачи. Евгения стал лучшим в Единой лиге ВТБ по перехватам (2,2), а «Нижний Новгород» стала третьим в регулярном сезоне по игре в обороне, пропуская в среднем лишь 75,3 очка за матч.
В сезоне 2023/2024 Бабурин стал серебряным призёром Кубка России.
В марте 2024 года Бабурин подписал новый 2-летний контракт с «Нижним Новгородом».
3 апреля 2024 года в игре против «Уралмаша» (64:82) Бабурин стал первым игроком в истории Единой лиги ВТБ, который преодолел отметку в 400 отборов за карьеру. Для этого достижения Евгению потребовалось 311 матчей.
6 апреля 2024 года в матче против «Минска» (79:58) Бабурин обновил личный рекорд результативности в карьере (27 очков) и рекорд сезона 2023/2024 Единой лиги ВТБ по точным трёхочковым броскам в одном матче – 9.
16 февраля 2025 года Бабурин в третий раз принял участие в «Матче всех звёзд Единой лиги ВТБ», заменив в составе команды «Хозяев» получившего травму Самсона Руженцева.

## Сборная России
В августе 2015 года Бабурин был приглашён в расположение сборной России, для подготовки к Евробаскету-2015. На товарищеском турнире в Греции, в игре против Боснии и Герцеговины, Дебютировал в составе сборной, отметившись 1 подбором.
1 сентября 2015 года главный тренер сборной России Евгений Пашутин назвал 12 игроков, которые выступят на Евробаскете-2015. В окончательный состав команды вошёл и Евгений Бабурин.
Летом 2016 года получил приглашение в «Открытый лагерь РФБ». Решением тренерского штаба был назначен капитаном игроков лагеря. По итогам заключительный этапа подготовки и лагеря продолжил работу с национальной командой.
В апреле 2017 года был включён в расширенный список кандидатов в сборную России для подготовки к Евробаскету-2017. В ноябре был вызван на сбор для подготовки к отборочным играм на чемпионат мира-2019.
В сентябре 2018 года принял участие в Кубке Кондрашина и Белова.
В январе 2020 года Бабурин был включён в расширенный состав сборной России на отборочные игры Евробаскета-2021.

## Личная жизнь

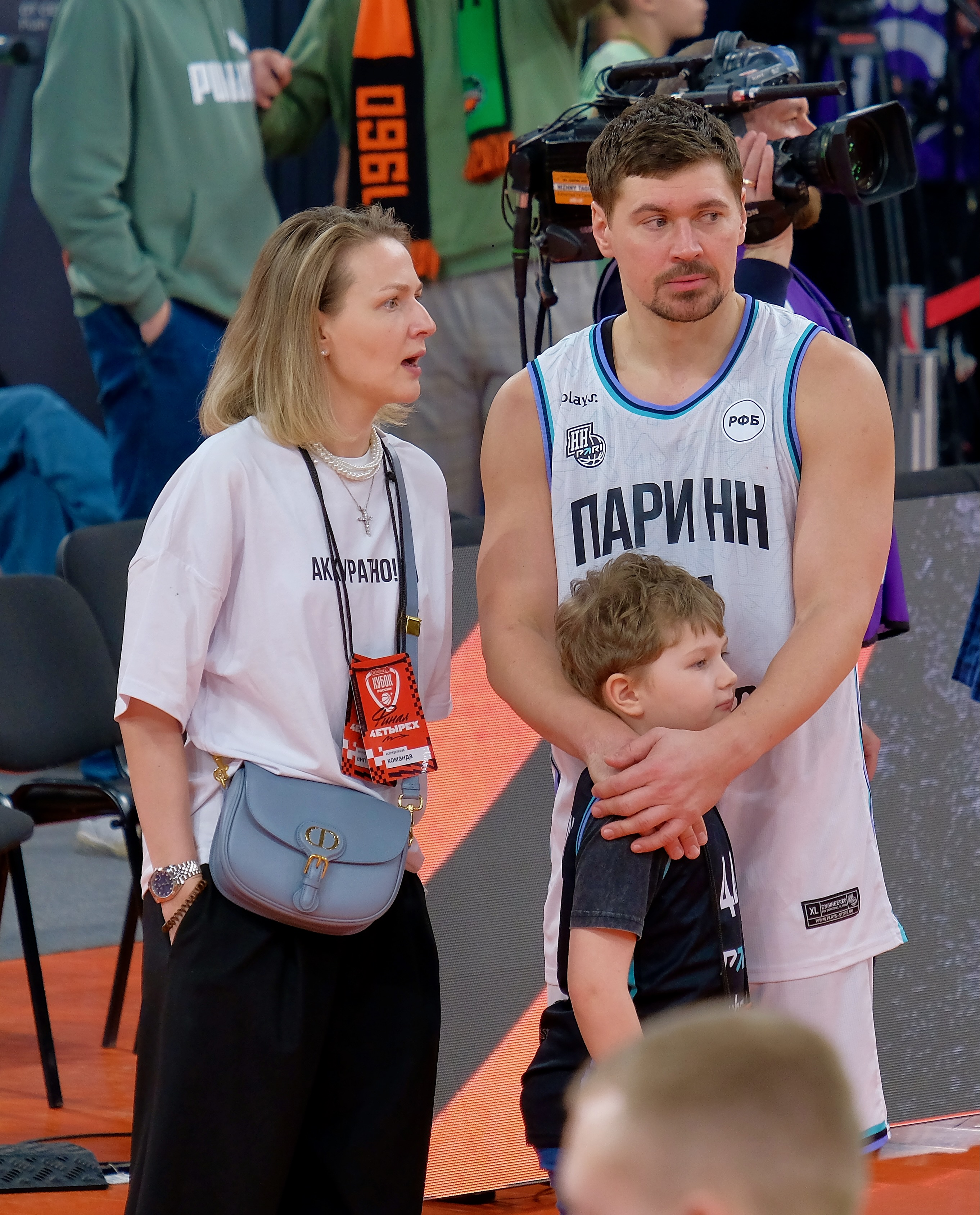
Евгений Бабурин вместе с женой Марией и сыном Дмитрием

17 июня 2015 года женился на Марии Жилевской. 5 октября 2016 года в их семье родился сын Дмитрий, а 30 апреля 2021 года родилась дочь Дарья.

## Достижения
- Серебряный призёр Еврокубка: 2017/2018
- Серебряный призёр Единой лиги ВТБ: 2013/2014
- Серебряный призёр чемпионата России: 2013/2014
- Чемпион Суперлиги: 2010/2011
- Обладатель Кубка России (2): 2017/2018, 2022/2023
- Серебряный призёр Кубка России (4): 2011/2012, 2018/2019, 2023/2024, 2024/2025